# Rakuten
Rakuten, Inc. (楽天株式会社 Rakuten Kabushiki-gaisha?) es la tienda en línea más grande de Japón con más de 50 millones de usuarios registrados. Su director ejecutivo es Hiroshi Mikitani.
La compañía se fundó en 1997, con el nombre MDM, Inc. Rakuten Shopping Mall (楽天市場 Rakuten Ichiba?) empezó sus operaciones en mayo de ese mismo año. En junio de 1999, MDM, Inc. cambió su nombre por Rakuten, Inc. En junio de 2004, era el segundo sitio web más popular de Japón, y, medido su tráfico de usuarios únicos, era superada únicamente por Yahoo!, que tiene más visitas mensuales.
Los ingresos de Rakuten en 2005 superaron los 1.100 millones de dólares estadounidenses con unos beneficios de aproximadamente 320 millones de dólares. La compañía cotiza en la bolsa tecnológica de Japón (JASDAQ: 4755) con una capitalización de mercado cercana a los 5.000 millones de dólares y tiene más de 3.700 empleados. Rakuten se encuentra entre las diez compañías de Internet más grandes del Mundo (junto a Amazon.com, InterActive Corporation (IAC), Expedia, etc.).
El 16 de noviembre de 2016 firmó un acuerdo para convertirse en el patrocinador principal del Fútbol Club Barcelona a partir de la temporada 2017-2018 hasta la 2020-21.

## Líneas de negocio
El Grupo Rakuten tiene servicios muy diversificados y sus actividades se agrupan en seis categorías:
- Comercio electrónico, controla la tienda en línea más grande de Japón.
- Créditos y pagos, ofrece créditos personales e hipotecas.
- Portales y medios, controlando webs tipo portal que tienen como utilidad ser un punto de partida al encontrar contenidos organizados en Internet.
- Viajes (Rakuten Travel), reservas de hotel y otros servicios turísticos relacionados.
- Seguridad, enfocada en servicios de seguridad en línea.
- Deportes a nivel profesional, administran y patrocinan uno de los equipos profesionales de la liga de béisbol japonesa, explotan su mercadotecnia y otros eventos relacionados. Desde 2016, es patrocinador oficial de la primera camiseta del primer equipo del F. C. Barcelona.

Rakuten tiene una posición muy ventajosa en cada uno de esos segmentos (y es la número 1 o 2, según mediciones de cada industria).
El servicio de ventas en línea de Rakuten, Rakuten Ichiba, es la web de ventas más grande de Japón, en donde sus usuarios pueden comprar más de 18 millones de productos de 18.000 vendedores. Como parte de sus esfuerzos de internacionaliación, Rakuten Ichiba ha empezado a ofrecer recientemente servicios de envío al extranjero.[cita requerida]

## Desarrollos recientes
Rakuten ha comprado Buy.com por 250 millones de dólares norteamericanos.
En octubre de 2005, Rakuten sorprendió a todos adquiriendo el 15,46% del famoso canal de TV japonés Tokyo Broadcasting System, elevando su participación en esa empresa al 19%; llegaron incluso a plantear una fusión con esta empresa pero finalmente Rakuten decidió retirar su oferta y por ahora solo tienen planes de formar una alianza.
En los últimos años, Rakuten ha ampliado sus negocios fuera de Japón. Rakuten es uno de los accionistas más importantes de Ctrip, una web de viajes china. En agosto de 2007, Rakuten vendió su participación en Ctrip. Además de esto, Rakuten compró Linkshare, una empresa de Nueva York dedicada a ventas y mediciones de mercado.
En 2010 Rakuten anunció la utilización del inglés en las reuniones internas. y en junio de ese mismo año adquiere el portal francés de compra-venta garantizada PriceMinister que cuenta también con una página española.
El 13 de junio de 2012, un mes después de invertir en Pinterest, Rakuten anuncia la adquisición de la startup española con oficinas en Barcelona, Wuaki.tv, un portal/servicio de video bajo demanda (VOD) con más de 1,5 millones de usuarios y 100 empleados. El movimiento abre nuevas y muchísimas posibilidades de mercado, consiguiendo Rakuten competir directamente con Amazon, Netflix y Apple por ser el rey del VOD y los contenidos de cine y series por internet mediante streaming, planteando primero la batalla en Europa y con perspectivas de hacerlo mundialmente en un breve lapso de tiempo.
En 2016, Rakuten ha llegado a un acuerdo con el F. C. Barcelona para ser su patrocinador oficial desde la temporada 2017-18 hasta la 2021-22, por un total de 55 millones de euros anuales.